# Орлинці (Болгарія)
Орли́нці (болг. Орлинци) — село в Бургаській області Болгарії. Входить до складу общини Средець.

## Населення
За даними перепису населення 2011 року у селі проживали 315 осіб.
Національний склад населення села:
| Національність   | Кількість осіб | Відсоток |
| ---------------- | -------------- | -------- |
| цигани           | 167            | 54,2%    |
| болгари          | 133            | 43,2%    |
| турки            | 7              | 2,3%     |
| Всього відповіли | 308            |          |

Розподіл населення за віком у 2011 році:
Динаміка населення: